# 南六塘河
南六塘河位于中国江苏省北部，为灌河右岸支流，系清康熙二十四年（1685年），河道总督靳辅围垦硕项湖，在湖之南、北各开一条河道，上接总六塘河，南者即今“南六塘河”。南六塘河原发源于今淮安市淮阴区北总六塘河尾三岔处，1958年淮沭河开工后，调整了南六塘河水系。今南六塘河西起涟水县麻垛农业开发区西南小洋河桥，东北流经涟水县高沟镇、灌南县李集乡六塘村（原六塘乡），至灌南县新安镇北过盐河，至武障河闸经武障河东流入灌河。从小样河桥至入盐河处，全长33.57公里，流域面积957平方公里。